# Альпар, Игнац
Игнац Альпа́р (венг. Alpár Ignác; при рождении Игнац Шёкль; венг. Schöckl Ignác; 17 января 1855, Пешт, Австрийская империя — 27 апреля 1928, Цюрих, Швейцария) — венгерский архитектор.

## Биография
Игнац Шёкль родился в семье высококвалифицированного каменщика, уроженца Штирии. Предки его матери происходили из Вюртемберга. Игнац начинал свою карьеру как каменщик, затем работал помощником архитектора Алайоша Хаусманна. После завершения учёбы в Берлине некоторое время проработал в Берлинском архитектурном бюро. Затем вернулся в Будапешт, где работал вместе с Алайошем Хаусманном и Имре Штейндлем. В 1880 году получил медаль Шинкеля. В том же году он сменил немецкую фамилию Шёкль на венгерскую Альпар.
С 1890 года работал самостоятельно, его проекты отличаются большим количеством элементов историзма и эклектики. Широкую славу ему принёс проект замка Вайдахуньяд, выстроенного в эклектическом стиле в Будапеште сначала из дерева, а затем перестроенного в камне. Перед замком в настоящее время установлен памятник Игнацу Альпару работы Эде Тельча.
Скончался во время отдыха в Цюрихе в 1928 году, похоронен на кладбище Керепеши.
Кроме пештского замка Вайдахуняд к числу лучших работ Альпара принадлежат здания радиотелевизионной компании (бывшая старая Биржа, венг. Tőzsdepalota) и Национального банка на будапештской площади Свободы и здания ратуш в ряде городов бывшей Австро-Венгрии.

## Главные работы
- Замок Вайдахуньяд
- Здание Биржи (ныне радиотелевизионной компании), Будапешт
- Здание Австро-Венгерского банка на площади Свободы в Будапеште, где ныне размещается Венгерский национальный банк
- Ратуши в городах Сигишоара, Клуж-Напока, Дева, Ньиредьхаза
- Колледж в г. Бая
- Протестантские церкви в Сигишоаре и Брашове
- Здание купальни в Бэиле-Еркулане